# Sant Miquel del Fai

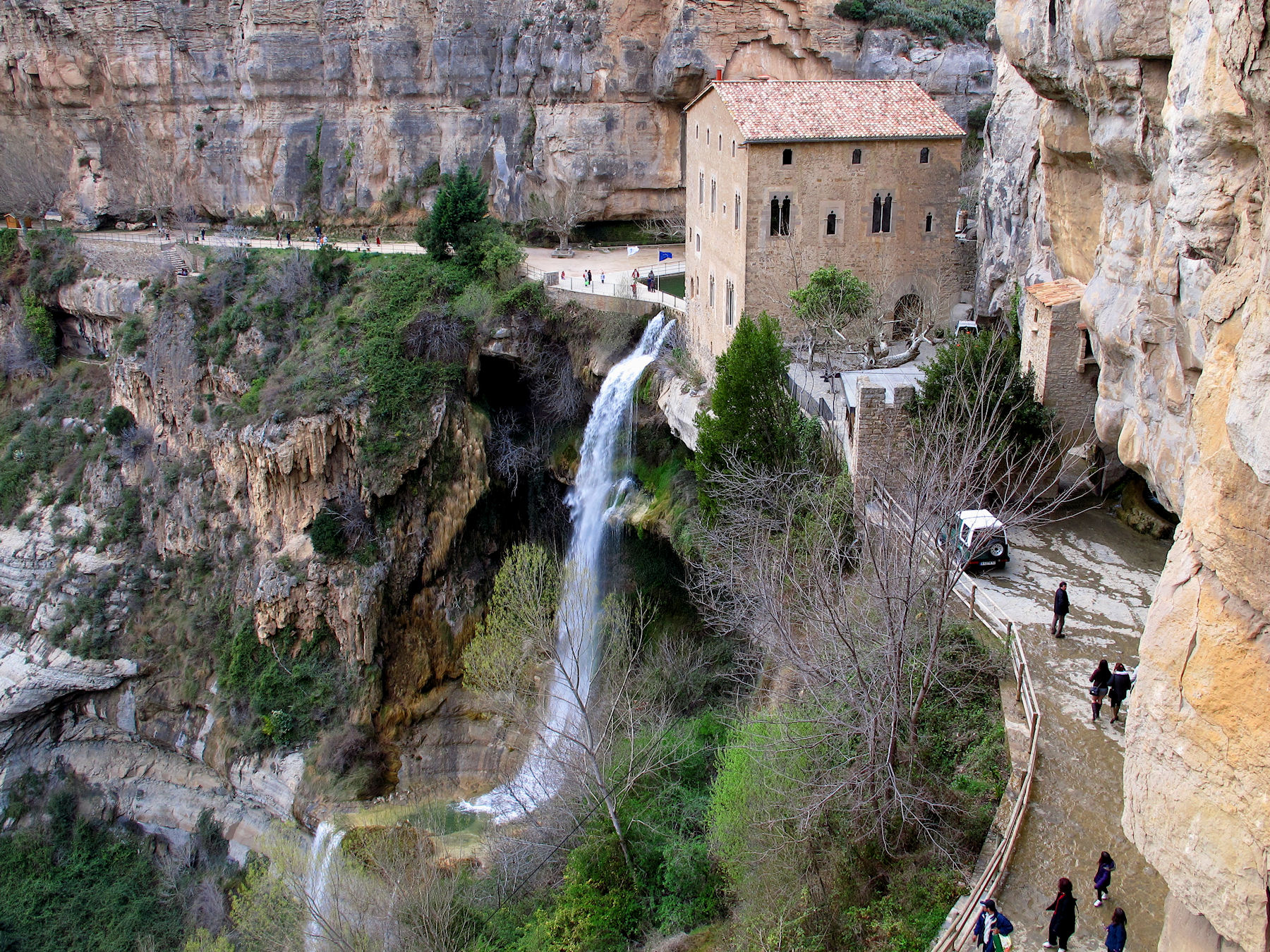
Klostret med dess intilliggande vattenfall

Klostret Sant Miquel del Fai är ett cenobitiskt benediktinerkloster i Bigues i Riells, Katalonien, Spanien. Byggnaden som är från 1000-talet utlystes som ett kulturminne av typen Bien de Interés Cultural år 1988.

## Läge
Klostret Sant Miquel del Fai ligger på en spektakulär och naturskön plats i det katalanska inlandet, ungefär 50 km norr om Barcelona, i kommunen Bigues i Riells, på gränsen mellan Vallès Oriental och Moianès. Det är dramatiskt beläget på en stupande klippavsats mitt i bergväggen, mellan två vattenfall som bildas där de små floderna Rossinyol och Tenes kastar sig utför Les Cingles de Bertí – en brant klippformation som markerar dalens slut. Själva avsatsen där klostret byggts har uppstått genom differentierad erosion, där ett hårt lager av kalksten stått emot vattnets krafter och bildat en bred, naturlig hylla i urberget. Synligt från klostret är Tenes vattenfall.
År 2017 köptes området kring klostret av Barcelona för att göras till naturskyddsområde, kallat Espai Natural de Sant Miquel del Fai.

## Arkitektur och inredning

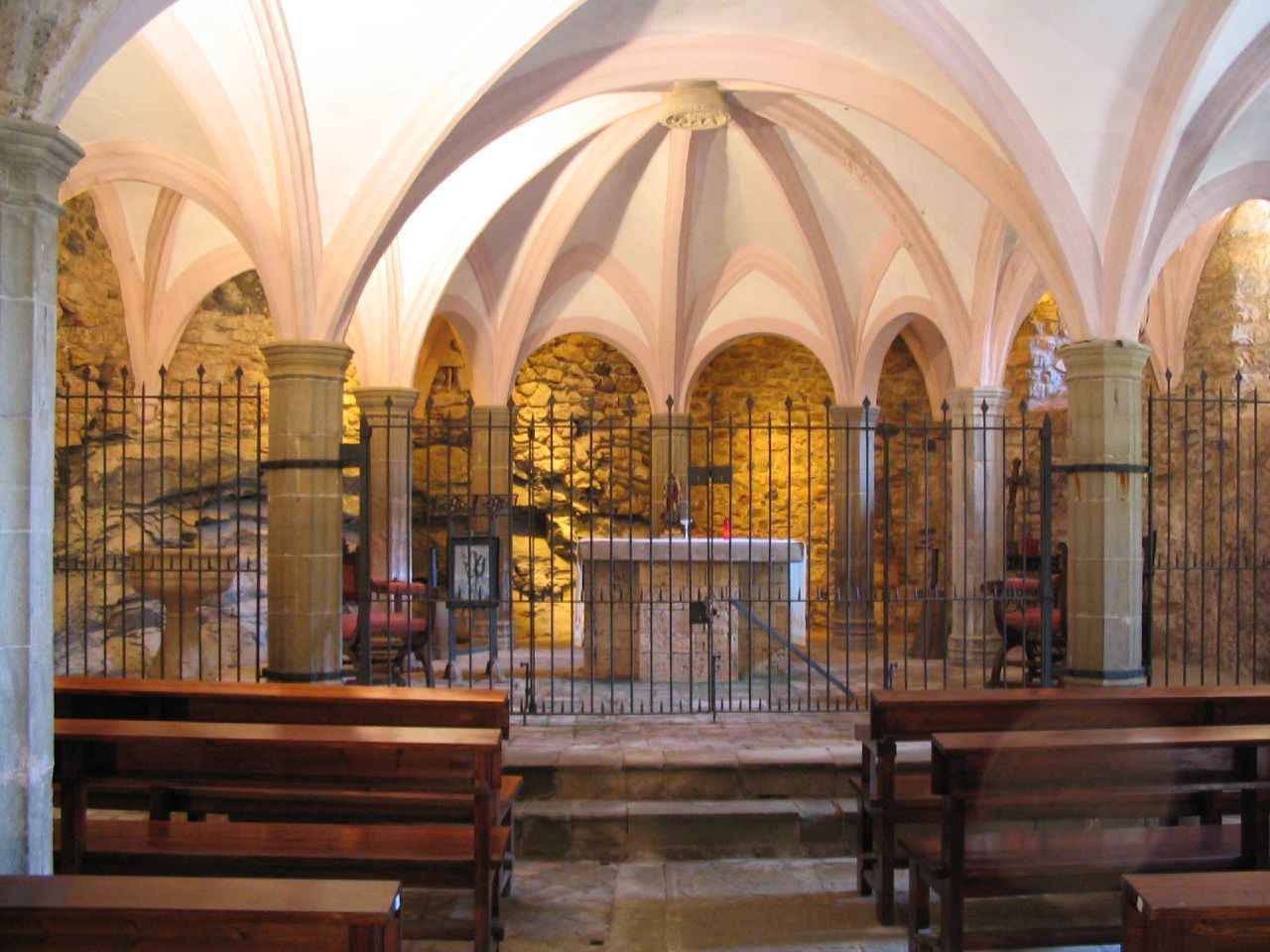
Interiör

Klostret Sant Miquel del Fai grundades av Gombau de Besora, herre till Castell de Montbui, som den 11 juni 997 köpte den grotta där ärkeängeln Mikael vördas (speleam suam, cum venerandis titulis que infra sunt, quod est sanctum Michaelem Archangelum). Klostret byggdes kring kyrkan Sant Miquel, som är byggd inuti en grotta – där grottans tak utgör kyrkans innertak – och stod färdigt år 1006. Kyrkan är den största klippkyrkan i Spanien, och under den finns en liten krypta som nås via en trappa vid ingången. Mellan 1000-talet och 1500-talet beboddes klostret av benediktinmunkar.
Kyrkan är byggd en romansk kyrkport med en halvcirkelformad båge. Ett par kolonner kröns av kapitäl dekorerade med växtmotiv. Endast några få spår återstår av högaltaret. Det finns en liten krypta som nås via en trappa nära ingången. På kyrkans golv syns gravstenarna för de gamla abbotarna.
I sidokapellen finns två gravar. Den ena, från 1200-talet, tros tillhöra Guillem, greve av Osona och bror tilll Ramon Berenguer I av Barcelona, som, efter att ha avstått från sina rättigheter, var munk i Sant Miquel. Den andra graven kan vara den som tillhör Andreu Arbizu, en munk från Navarra, som försåg klostret med varor. Den gamla klosterbyggnaden är i gotisk stil och dateras till 1400-talet. Det har i många år fungerat som vandrarhem, men den ursprungliga planlösningen är bevarad.

## Ägande och restaurering
Den 22 juni 2017 förvärvades hela klosterområdet och den omgivande marken (totalt 70,5 hektar) av Diputació de Barcelona, med syftet att skapa ett naturskyddsområde under namnet Espai Natural de Sant Miquel del Fai. Samtidigt stängdes platsen för behövliga restaureringsarbeten. Klostret hade dessförinnan varit i privat ägo sedan 1990, och under de följande 27 åren tog det emot cirka 1,4 miljoner besökare.